# Миксофага
Миксофага, или миксофаги (лат. Myxophaga), — подотряд жесткокрылых насекомых, один из малочисленных подотрядов, который включает всего 65 видов. Эти жуки по размерам маленькие, а иногда даже крошечные. Жуки имеют нотоплевроновую (англ. Notopleuron) структуру, хотя по швам некоторых семейств это трудно определить.

## Образ жизни
Представители подотряда ведут водный или полуводный образ жизни, а в воде питаются водорослями.

## Классификация
Подотряд Myxophaga включает два надсемейства. В 2022 году в ходе интегрирования данных филогеномики и палеонтологии была разработана новая классификация жесткокрылых, из надсемейства Sphaeriusoidea было выделено Lepiceridae в отдельное монотипическое надсемейство Lepiceroidea.

### Современные надсемейства (2022)
- Надсемейство Lepiceroidea Hinton, 1936 (Lepiceridae)
- Надсемейство Sphaeriusoidea Erichson, 1845 (=Microsporoidea, Sphaerioidea)

### Старая классификация
- Серия семейств Microsporomorpha ???Crotch, 1873
  - †Надсемейство Asiocoleoidea Rohdendorf, 1961 (или в Archostemata)
    - †Семейство: Asiocoleidae Rohdendorf, 1961
    - †Семейство: Tricoleidae Ponomarenko, 1969

  - †Надсемейство Rhombocoleoidea Rohdendorf, 1961 (или в Archostemata)
    - †Семейство: Rhombocoleidae Rohdendorf, 1961

  - †Надсемейство Schizophoroidea Ponomarenko, 1968 (=Schizocoleoidea, или в Archostemata)
    - †Семейство: Catiniidae Ponomarenko, 1968
    - †Семейство: Phoroschizidae Bouchard & Bousquet, 2020[4] (= † Schizophoridae Ponomarenko, 1968)
    - †Семейство: Schizocoleidae Rohdendorf, 1961

  - Надсемейство Microsporoidea Crotch, 1873 (=Sphaeriusoidea)
    - Семейство: Lepiceridae Hinton, 1936
    - Семейство: Sphaeriusidae Erichson, 1845 — Шаровики
    - Семейство: Hydroscaphidae LeConte, 1874 — Гидроскафиды
    - Семейство: Torridincolidae Steffan, 1964 — Торридинколиды
    - †Семейство: Triamyxidae Qvarnström et al., 2021

Семейство Lepiceridae также объединяют с †Haplochelidae Kirejtshuk et Poinar, 2006 в надсемейство Lepiceroidea Hinton, 1936